# Književnost u 1607.
◄◄ | ◄ | 1604. | 1605. | 1606. | 1607.  | 1608. | 1609. | 1610. | ► | ►►
Arhitektura • Astronomija • Glazba • Kazalište • Kiparstvo • Knjige • Književnost • Kršćanstvo • Medicina • Politika • Pravo • Promet • Slikarstvo • Znanost
Književnost u 1607.

## Hrvatska i u Hrvata

### Rođenja
- Junije Palmotić, hrvatski pjesnik i dramatičar († 1657.)

## Vanjske poveznice
|  | Zajednički poslužitelj ima još gradiva o temi Književnost u 1607. |